# 황지현
황지현(1983년 3월 1일 ~ )은 대한민국의 배우이다.

## 프로필

### 학력
- 한인고등학교
- 동덕여자대학교 방송연예과

## 경력
- 2012년 5월 ~ 2013년 11월 그룹 '갱키즈' 멤버

## 출연

### 드라마
- 《돌아와요 순애씨》(2006년) - 이소영 역
- 《마녀유희》(2007년) - 한세라 역
- 《9회말 2아웃》(2007년) - 윤성아 역
- 《녹색마차》(2009년) - 강채영 역
- 《미스 리플리》(2011년) - 이귀연 역
- 《강남 스캔들》(2018년 ~ 2019년) - 강한나 역

### 시트콤
- 《@골뱅이》(2001년)
- 《논스톱 3》(2002년)

### 영화
- 《기생령》(2011년) - 가희 역

### 진행
- 《그랑프리쇼 여러분》(2006년)

## 가수
2012년 5월 걸그룹 갱키즈의 리더로 활동하였으나 2013년 11월 탈퇴하고 폴라리스 엔터테인먼트로 소속사를 옮겼다.
- 《갱키즈 미니앨범 We Became Gang》 (발매:2012년 5월 16일)
- 《갱키즈 미니앨범 MaMa》 (발매:2012년 6월 22일)

## 같이 보기
- 최수은